# Zierelfe
Die Zierelfe (Lophornis delattrei) oder Rotschopfelfe ist eine Vogelart aus der Familie der Kolibris (Trochilidae). Die Art hat ein großes Verbreitungsgebiet, das die mittel- und südamerikanischen Länder Costa Rica, Panama, Kolumbien, Ecuador, Peru und Bolivien umfasst. Der Bestand wird von der IUCN als „nicht gefährdet“ (least concern) eingeschätzt.

## Merkmale
Die relativ kleine Zierelfe erreicht eine Körperlänge von nur etwa 7 Zentimetern bei einem Gewicht von ca. 2,8 Gramm. Das Männchen hat eine sehr rote Krone und auffälligen Schopf, der an den Spitzen schwarz gefärbt ist. Die restliche Oberseite ist bronzegrün. Rund um den Bürzel hat das Männchen ein weißes Band. Der obere Teil der Schwanzfedern ist bronze-purpur gefärbt. An den Steuerfedern ist es farblich überwiegend rotbraun. An den Enden der Schwanzfedern befinden sich bronzene Ränder. Der Hals schimmert grün und ist von weißen Federn durchzogen. Der Rest der Unterseite ist dunkel-bronzegrün und weist rötliche Sprenkel auf. Die Unterschwanzdecke ist zimtbraun. Der korallrote Schnabel ist 10 Millimeter lang und hat dunkle Punkte. Beim Weibchen sind das Gesicht und der Scheitel zimtrot. Es trägt keinen Schopf. Dunkelbraune Sprenkel zieren den hellrot bis gelblichbraunen Halsbereich. Die Unterseite ist etwas dunkler als beim Männchen. Kurz vor dem Ende des Schwanzes befindet sich ein dünner schwarzer Streifen.

## Habitat

Verbreitung der Zierelfe

Die Zierelfe ist in Höhen zwischen 500 und 1400 Metern verbreitet, wurde aber auch schon in 1900 Metern Höhe beobachtet. Bevorzugte Pflanzen sind blühende Bäume, darunter Arten der Gattung Inga oder das zu den Rötegewächsen gehörende Chimarrhis. Manchmal sieht man sie auch an Blumen und Büschen, aber meist bewegt sie sich an Waldrändern und Waldlichtungen.

## Verhalten
Die Zierelfe ist ein Einzelgänger. Man sieht sie oft wie auch andere Kolibris Insekten aus Pflanzen herauspicken oder sie befindet sich auf Nektarsuche. Ihr pendelnder Flug ähnelt dem einer Biene. Durch die geringe Größe ist sie schwierig zu entdecken. Deshalb gibt es auch kaum gesicherte Daten zum Verhalten dieser Art.

## Unterarten
Zwei Unterarten der Zierelfe werden unterschieden:
- Lophornis delattrei delattrei (Lesson, 1839)[2]
- Lophornis delattrei lessoni Simon, 1921[3]

Die Unterart L. d. lessoni findet sich an den Berghängen im Südwesten von Costa Rica und Panama sowie den Ost- und Zentralanden Kolumbiens. Hier ist sie in den Departamentos Magdalena und Santander. Die Nominatform L. d. delattrei kommt in Ecuador in den Anden der Provinz Napo in Peru südlich Marañón und im Norden Boliviens in den Departamentos Beni sowie Santa Cruz vor.

## Etymologie und Forschungsgeschichte
René Primevère Lesson beschrieb die Zierelfe unter dem Namen Ornismya (Lophorinus) De Lattrei. Woher das Typusexemplar stammte, erwähnte er nicht. Erst später wurde die Zierelfe der Gattung Lophornis zugeschlagen. Dieser Begriff setzt sich aus den griechischen Wörtern λόφος lóphos für „Helmbusch, (Hahnen-)Kamm“ und όρνις órnis für „Vogel“ zusammen. Delattrei ist Adolphe Delattre (1805–1854) gewidmet, dem Mann, der das Typusexemplar gesammelt hatte und der an dem Artikel mitschrieb. Lessoni ist schließlich René Primevère Lesson gewidmet.